# Carsten Høi
Carsten Høi (* 16. Januar 1957 in Kopenhagen) ist ein dänischer Schachspieler. Er wohnt in Ishøj und arbeitet als Deutschlehrer.
Seit 1979 trägt er den Titel Internationaler Meister, seit 2001 ist er Großmeister. Hierfür benötigte er vier Normen zwischen 1988 und 1996. Er ist der achte Däne, dem der Großmeistertitel verliehen wurde. 1971 wurde er dänischer Juniorenmeister. Dreimal konnte er die dänische Einzelmeisterschaft gewinnen: 1978, 1986 und 1992.
Høi gewann das Kopenhagen Open, auch Politiken Cup genannt, 1979 und geteilt 1997. 1980 gewann er Turniere in Calella und Prag, 1981 in Villajoyosa und 1989 das Gausdal Troll Masters. 1990 war er beim Internationalen Travemünder Schach-Open siegreich, 2002 beim 2. Atlantic Weekend in Kopenhagen. 2005 wurde er geteilter Erster in Ribe, 2007 gewann er dieses Turnier.
Er nahm mit der dänischen Nationalmannschaft an fünf Schacholympiaden teil (1978, 1980, 1988, 1992 und 1996) sowie an zwei Mannschaftseuropameisterschaften (1983 und 1992) sowie zwei Mannschafts-EWG-Meisterschaften (1978 und 1980), wobei die dänische Mannschaft mit ihm am zweiten Brett 1980 in West-Berlin die Bronzemedaille erhielt. Bei der Schacholympiade 1988 in Thessaloniki wurde sein Sieg gegen Boris Gulko mit dem Preis für die beste Kombination des Turniers ausgezeichnet.
Seit 2012 spielt er in Deutschland für die SG Turm Kiel in der Oberliga Nord und höheren Ligen, er hat auch schon für andere norddeutsche Vereine (VfL Blau-Weiß Neukloster, Lübecker SV, SC Neukloster) in der 2. Bundesliga und in der Oberliga gespielt. In der schwedischen Elitserien spielte er für Åstorps SS, in Dänemark für die Brønshøj Skakforening. Mit Brønshøj gewann er in der Saison 2013/14 die dänische Meisterschaft.
Seine Elo-Zahl beträgt 2288 (Stand: Mai 2025). Seine beste Elo-Zahl hatte er im Juli 1989 mit 2510.